# アドルフ・シッファー
アドルフ・シッファー（Adolf Schiffer, 1873年8月14日 - 1950年5月13日）は、ハンガリーのチェロ奏者。
オーストリア＝ハンガリー帝国領（現セルビア、ヴォイヴォディナ領）アパティンに生まれた。ブダペスト音楽院でダーヴィト・ポッパーの教えを受け、1900年からポッパーのアシスタントを務めた。1913年からポッパーの跡をついで同音楽院の教授に就任した。教え子には、ヤーノシュ・シュタルケル、ティボール・デ・マヒュラやラースロー・ヴァルガ等がいる。